# Sergio Vega
Sergio Vega (25 agosto 1970) è un bassista statunitense, noto per la sua militanza nei Quicksand e per essere stato membro dei Deftones dal 2009 al 2022.

## Biografia
Vega ha iniziato la propria attività musicale nel 1990, parallelamente alla nascita dei Quicksand. Con tale gruppo ha realizzato gli album Slip e Manic Compression, rispettivamente usciti nel 1993 e nel 1995. Il 1995 ha rappresentato anche lo scioglimento della formazione, tuttavia riunitasi due anni più tardi per partecipare a una tournée con i Deftones per poi sciogliersi una seconda volta. Nel 1999 sostituì per un breve periodo il bassista dei Deftones Chi Cheng, non trovandosi quest'ultimo in condizioni che gli permettessero di suonare.
Nel 2000 Vega pubblicò il suo primo EP da solista, intitolato The Ray Martin Sessions, di scarso successo commerciale e non ben accolto da parte della critica specializzata.
Il 4 novembre 2008 Cheng fu coinvolto in un incidente automobilistico a Santa Clara, entrando successivamente in uno stato di coma semi-cosciente, fino a morte sopraggiunta il 13 aprile 2013. Il gruppo contattò pertanto Vega al fine di rimpiazzare Cheng nei concerti, oltre a coinvolgerlo per la realizzazione del sesto album Diamond Eyes, uscito nel 2010. Con i Deftones Vega ha anche inciso i successivi dischi Koi no yokan (2012), Gore (2016) e Ohms (2020); ha poi annunciato di aver lasciato il gruppo nel marzo 2022.
Nel 2012 i Quicksand si sono riuniti per un concerto speciale svoltosi a Pomona. Da allora la loro attività è culminata con la pubblicazione di due nuovi album: Interiors (2017) e Distant Populations (2021).

## Discografia

### Da solista
- 2000 – The Ray Martin Sessions (EP)

### Con i Quicksand
- 1993 – Slip
- 1995 – Manic Compression
- 2017 – Interiors
- 2021 – Distant Populations

### Con i Deftones
- 2010 – Diamond Eyes
- 2012 – Koi no yokan
- 2016 – Gore
- 2020 – Ohms